# Еміл Рапча
Доктор Еміл Рапча (рум. Emil Rapcea; 15 жовтня 1945, Бухарест) — румунський дипломат. Надзвичайний і Повноважний Посол Румунії в Нігерії (2003—2007); Надзвичайний і Повноважний Посол Румунії в Республіці Казахстан (2008—2012); Генеральний консул Румунії в Одесі (2012—2022).

## Життєпис
У 1968 році закінчив торговий факультет Академії економічних досліджень у Бухаресті. У 1977 році аспірантуру Академії економічних досліджень, міжнародні економічні відносини. Кандидат економічних наук (1977). Володіє: російською, англійською та французькою мовами.
У 1968—1970 рр. — економіст, CENTROCOOP
У 1970—1975 рр. — економіст, ICEEXIMCOOP-ICE / МЕРКУР — CENTROCOOP
У 1976—1977 рр. — третій секретар, Азіатсько-Океанічне управління, МЗС Румунії
У 1977—1979 рр. — третій секретар, Посольство Румунії в Тегерані (Іран)
У 1979—1980 рр. — третій секретар, посольство Румунії в Ісламабаді (Пакистан)
У 1980—1986 рр. — другий секретар, Азіатсько-Океанічне управління, МЗС Румунії
У 1986—1990 рр. — економіст, відділ освіти та організації, Міністерство зовнішньої торгівлі
У 1990 році — другий секретар / перший секретар, Африканський департамент, МЗС Румунії
У 1990—1996 рр. — перший секретар / радник, радник міністра, Посольство Румунії в Лагосі
У 1996—1997 рр. — директор Управління Африки, МЗС Румунії
У 1997—2002 рр. — радник міністра, Посольство Румунії в РФ
У 2004—2008 рр. — Постійний представник Румунії в ЕКОВАС
У 2003—2007 рр. — Надзвичайний і Повноважний Посол Румунії в Нігерії
У 2007—2008 рр. — Повноважний міністр, МЗС Румунії
У 2008—2012 рр. — Надзвичайний і Повноважний Посол Румунії в Республіці Казахстан
У Лютому — липні 2012 р. — Повноважний міністр, МЗС Румунії
З 19 липня 2012 року — Генеральний консул Румунії в Одесі (Україна)

## Нагороди та відзнаки
- Кавалер ордена «Зірка Румунії» (2004).
- Почесна грамота Президента Казахстана (2012)
- Почесне звання CHIEF «NWA NWE DINAMBA OF OBINUGWU» в Нігерія (2004).